# VTech CreatiVision
O VTech CreatiVision foi o primeiro híbrido de console e microcomputador, lançado pela Vtech em 1982. Foi um console de segunda geração, sendo distribuído na Europa, África do Sul, Oceania e porções da Ásia.

## Morte[2]
Mesmo sendo lançado em vários países, o CreatiVision nunca conseguiu a popularidade que procurava. Sendo um híbrido de microcomputador e console, O sistema enfrentou muita concorrência das duas áreas. Após o fracasso do sistema híbrido, a VTech desenvolveu um computador baseado no CreatiVision, chamado Laser 2001. Por ser baseado nesse console, a maioria dos seus jogos eram compatíveis com o computador.

## Jogos[3]
| Título             | Ano  |
| ------------------ | ---- |
| Air/Sea Attack     | 1981 |
| Astro Pinball      | 1982 |
| Auto Chase         | 1981 |
| Battleships        | 1983 |
| Bowling            | 1983 |
| Chopper Rescue     | 1982 |
| Code Breaker       | 1983 |
| Crazy Chewy        | 1981 |
| Crazy Chicky       | 1982 |
| Deep Sea Adventure | 1982 |
| Hapmon             | 1981 |
| Locomotive         | 1983 |
| Mouse Puzzle       | 1982 |
| Music Maker        | 1983 |
| Planet Defender    | 1981 |
| Police Jump        | 1982 |
| Soccer             | 1983 |
| Sonic Invader      | 1981 |
| Stone Age          | 1984 |
| Tank Attack        | 1981 |
| Tennis             | 1981 |

## Outros nomes[4]
- Dick Smith Wizzard
- Educat 2002
- FunVision Computer Video Games System
- Hanimex Rameses
- VZ 2000
- Laser 2001
- Manager

## Galeria

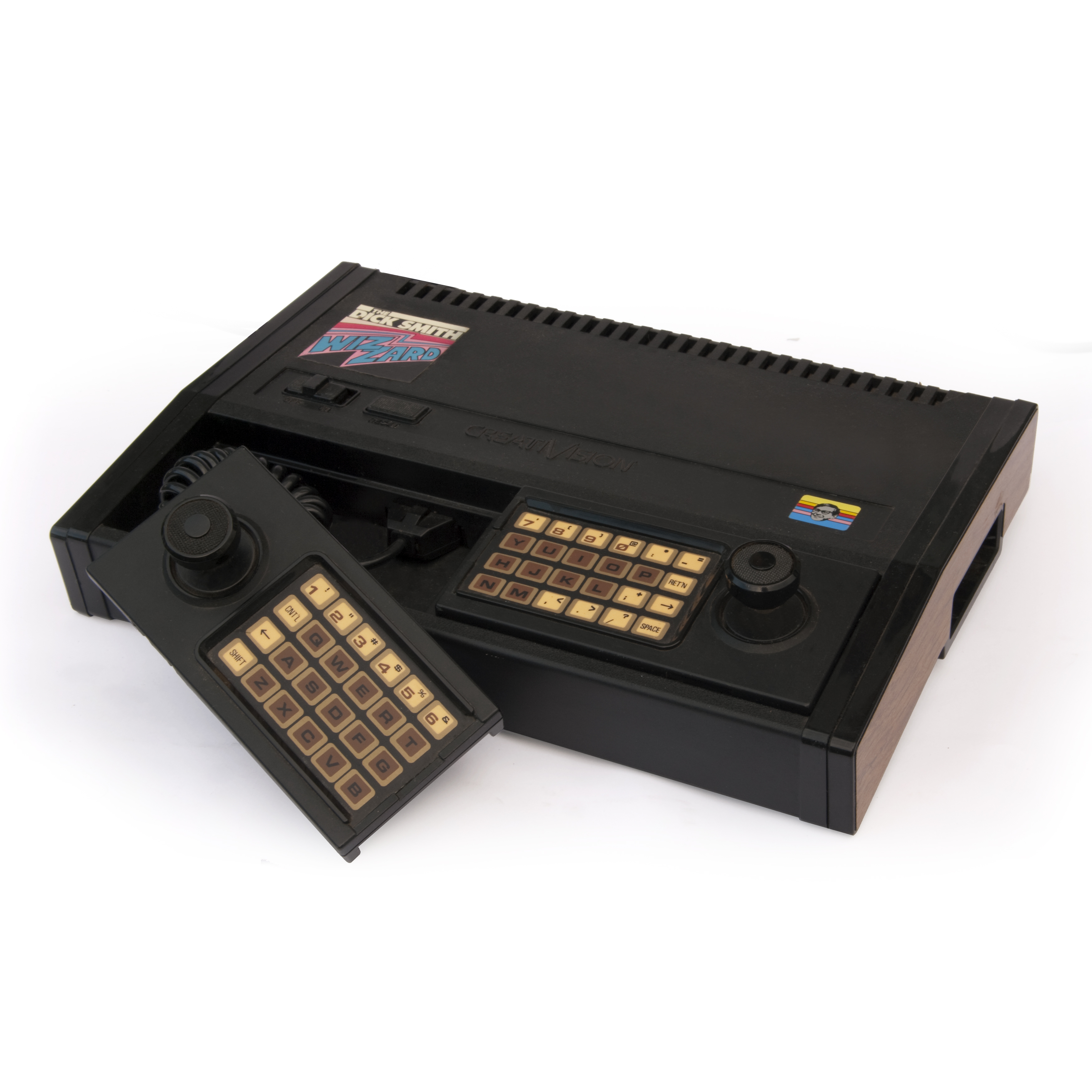
VTech CreatiVision sobre o nome Dick Smith Wizzard
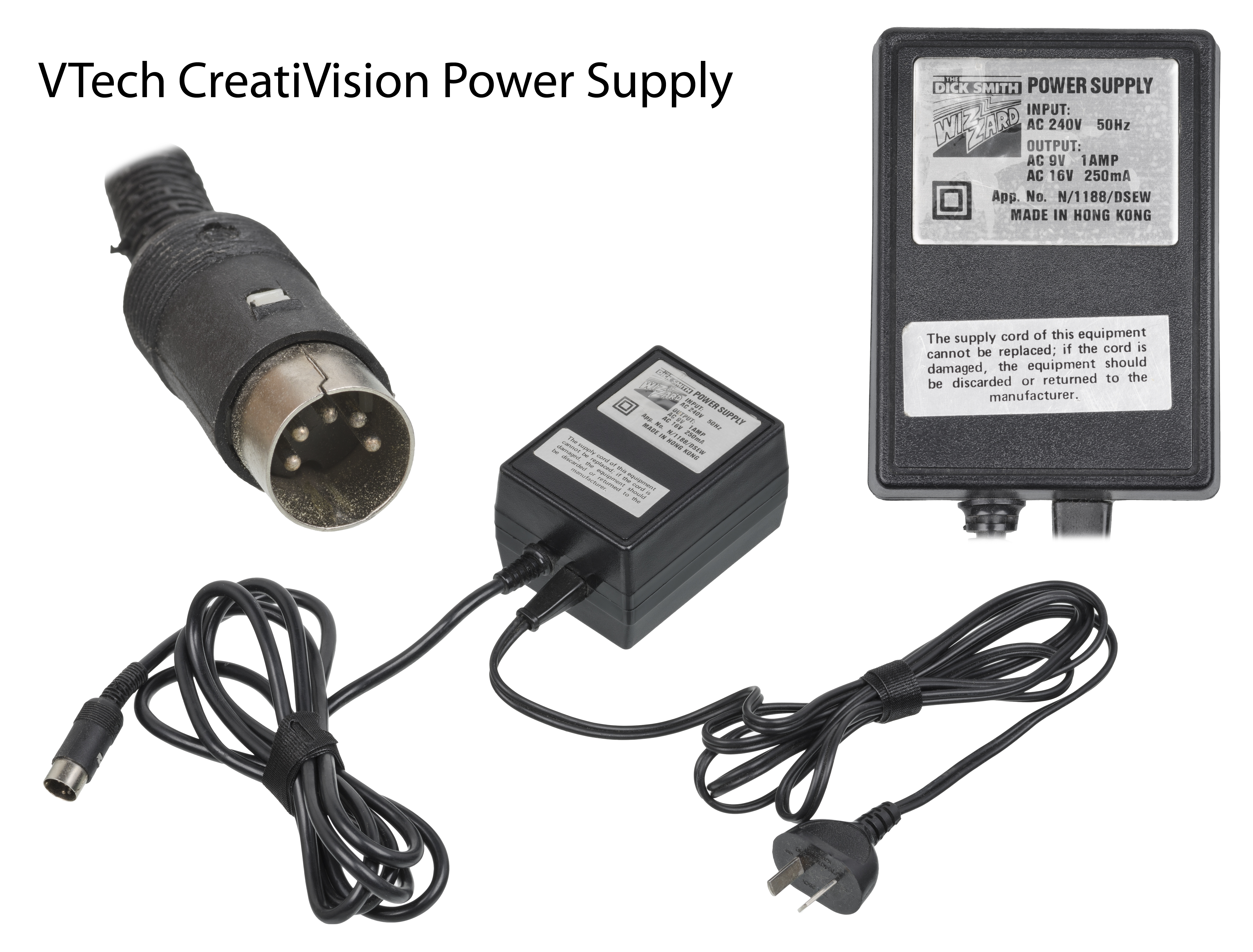
Fonte de alimentação do VTech CreatiVision
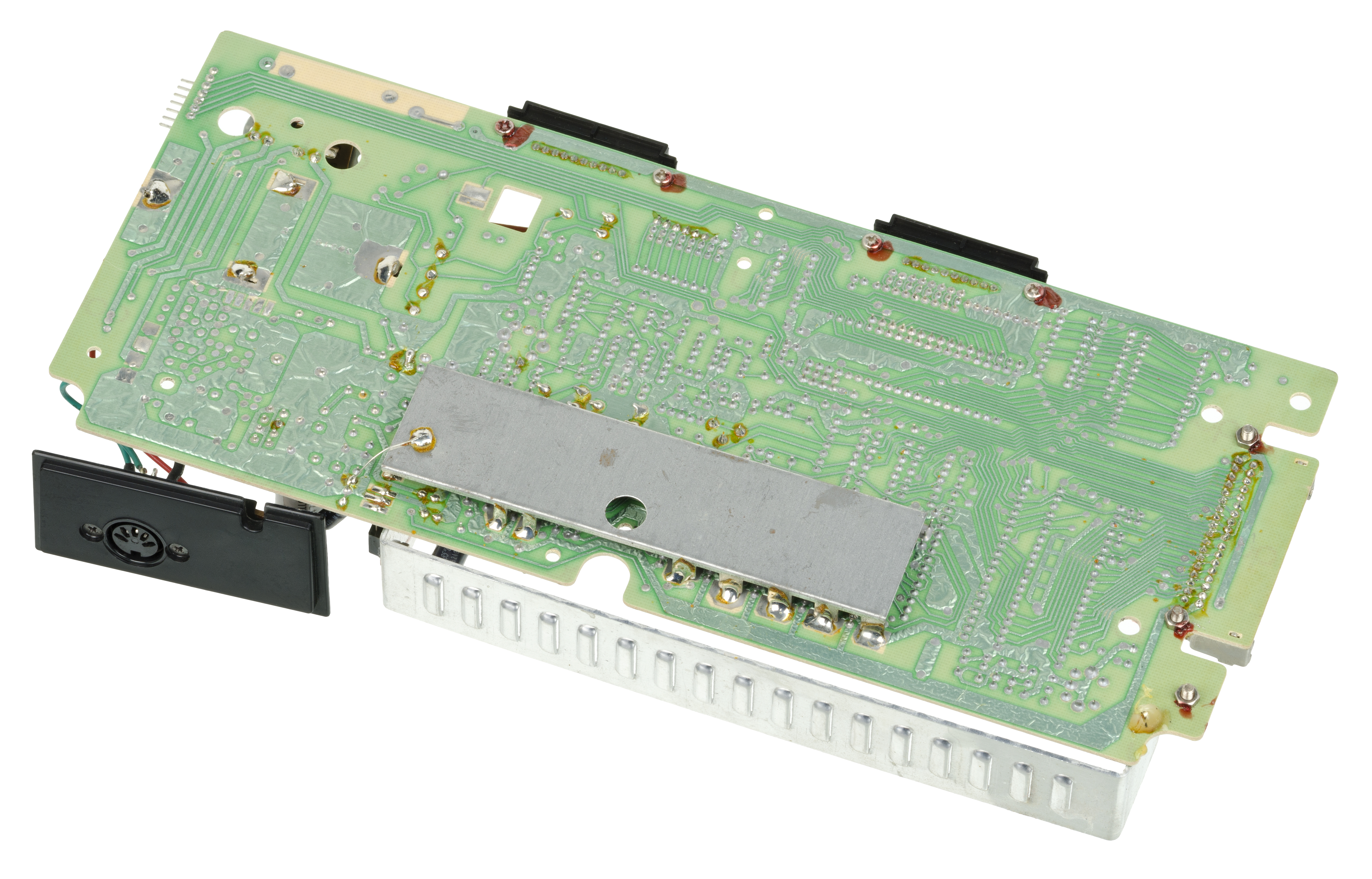
Placa mãe do VTech CreatiVision
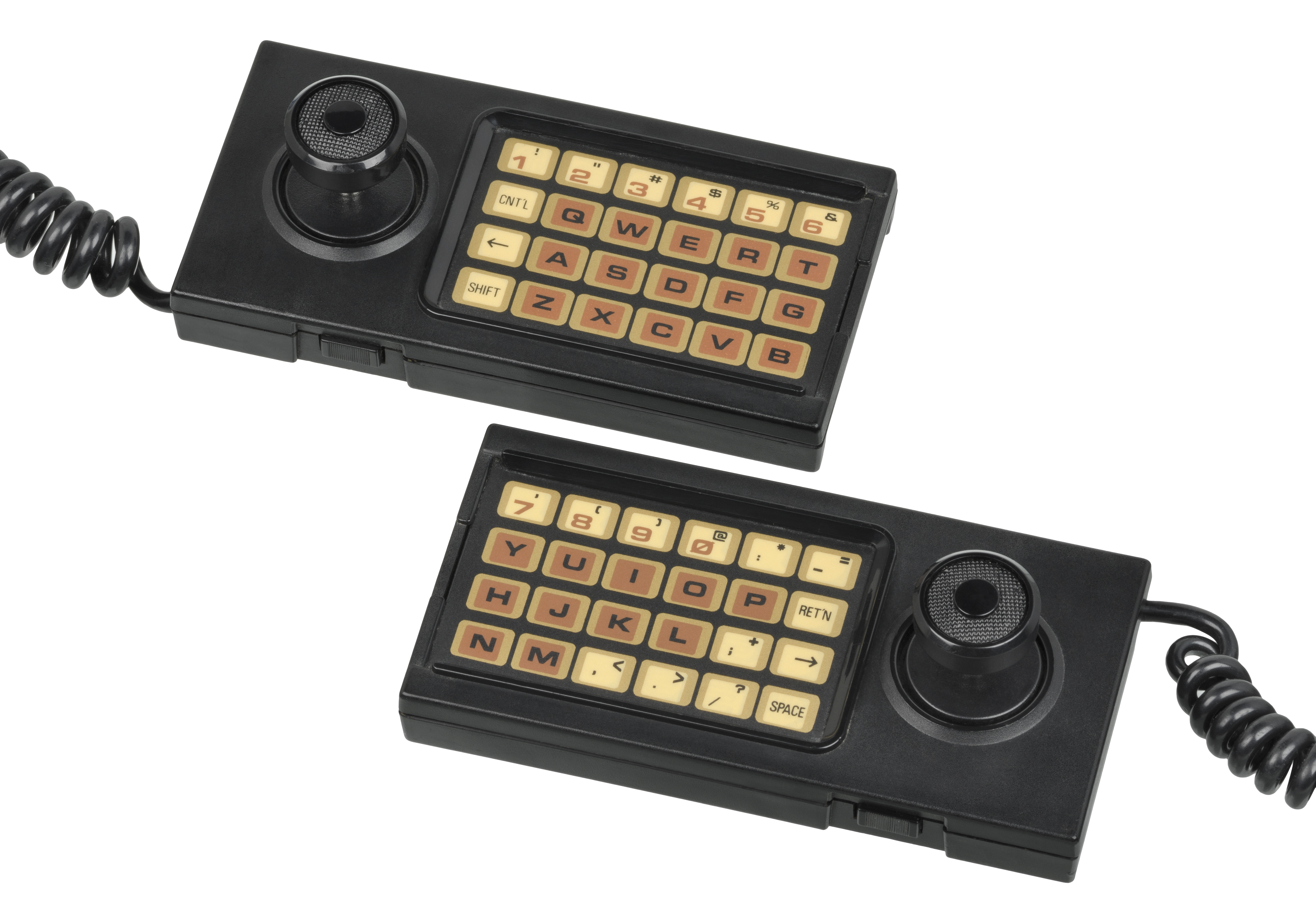
Controles do VTech CreatiVision